# Opistophthalmus gibbericauda
Opistophthalmus gibbericauda ist ein in Namibia und Angola vorkommender Skorpion aus der Familie Scorpionidae.

## Merkmale
Opistophthalmus gibbericauda ist ein kleiner bis mittelgroßer Skorpion von etwa 55 bis 60 Millimetern Länge. Er hat eine gelbbraune Farbe in verschiedenen Tönen, mit roten überwiegend netzartigen Zeichnungen auf den Chelae der Pedipalpen, dem Bereich um die medianen Ocellen des Carapax und den vorderen Dreivierteln der Tergite. Die Beine, die Sternite, die Kammorgane und die Segmente des Metasomas mit dem Telson sind gelborange. Skorpione aus dem südlichen Angola sind insgesamt heller gefärbt.
Das mediane Ocellenpaar befindet sich nur minimal hinter der Mitte des Carapax, die Länge des Carapax beträgt etwa das 1,93fache des Abstands der Ocellen zum Vorderrand. Das Sternum ist annähernd fünfeckig und länger als breit. Das vierte Segment des Metasomas ist ungewöhnlich kugelförmig und hat ein stark gebogenes laterales Profil. Die Kammorgane haben bei männlichen Skorpionen 6 bis 11 und bei weiblichen 7 bis 8 Zähne.
Die gesamte Oberfläche des Carapax ist stark granuliert. Die dorsalen Oberflächen der Segmente des Metasomas sind granuliert, dabei nimmt die Dichte und die Gleichmäßigkeit der Körnung zu den hinteren Segmenten hin ab. Das fünfte Segment weist auch ventral und lateral eine leichte und unregelmäßige Körnung auf. Das Telson ist ventral auf der vorderen Hälfte mäßig granuliert. Die Ober- und Außenseiten der Chelae und der Tibiae sowie die Oberseiten der Femora der Pedipalpen haben eine stark und gleichmäßig körnige Oberfläche. Die Innenseiten der Chelae weisen verstreute kleine und große Granulen auf.
Da zum Vergleich für die Erstbeschreibung nur ein subadulter weiblicher Skorpion vorlag, können zum Sexualdimorphismus nur unvollständige Angaben gemacht werden. Männliche Skorpione haben einen schlankeren Körper, die schmaleren und längeren Chelae der tragen weiter zu einer insgesamt schlankeren Erscheinung bei. Die Geschlechter unterscheiden sich in der Anzahl der Zähne ihrer Kammorgane.
Es besteht eine nahe Verwandtschaft zu den Arten Opistophthalmus opinatus und Opistophthalmus coetzeei. Opistophthalmus gibbericauda kann von diesen und allen anderen Arten der Gattung Opistophthalmus durch die Anordnung der Furchen auf dem Carapax unterschieden werden. Das herausragende Alleinstellungsmerkmal ist das verdickte, seitlich betrachtet gewölbte und fast kugelförmige vierte Segment des Metasomas. Diesem Segment fehlen auch die ventralen und lateralen Kiele. Die Hemispermatophoren unterscheiden sich in mehreren Merkmalen von jenen von Opistophthalmus coetzeei.

## Verbreitung und Lebensraum
Die Terra typica von Opistophthalmus gibbericauda befindet sich in Namibia am Kunene, dem Grenzfluss zu Angola. Genauere Angaben liegen nicht vor. Bloedkoppie (17° 15′ 0″ S, 11° 45′ 0″ O). Das Verbreitungsgebiet umfasst das Kaokoveld in Namibia und den Südwesten Angolas. Über die besiedelten Habitate liegen nur bruchstückhafte Angaben vor, die Art scheint auf eher hartem Boden zu leben.

## Systematik

### Erstbeschreibung
Die Erstbeschreibung von Opistophthalmus gibbericauda erfolgte 1979 durch den südafrikanischen Arachnologen Bruno H. Lamoral in einer umfangreichen Monografie der Skorpione Namibias, veröffentlicht in den Annals of the Natal Museum (heute African Invertebrates).

### Typmaterial
Das Typmaterial besteht aus einem adulten männlichen Holotypus, sechs männlichen Paratypen und einem subadulten weiblichen Paratypus. Der Holotypus und ein adulter und ein subadulter männlicher Paratypus befinden sich in der Sammlung des KwaZulu-Natal Museums in Pietermaritzburg. Drei männliche adulte Paratypen sind in der Sammlung des Ditsong National Museum of Natural History in Pretoria. Jeweils ein subadulter männlicher und weiblicher Paratypus ist im Namibischen Nationalmuseum in Windhoek deponiert.

### Etymologie
Der Artname gibbericauda ist eine Zusammensetzung aus den lateinischen Wörtern gibber (deutsch: höckerig, buckelig) und cauda (deutsch: Schwanz). Er bezieht sich auf das verdickte vierte Segment, das dem Metasoma eine höckerige Erscheinung gibt.